# راواتسار
راواتسار (به انگلیسی: Rawatsar) یک منطقهٔ مسکونی در هند است که در بخش هانومنگاره واقع شده‌است. راواتسار ۳۵٬۱۰۲ نفر جمعیت دارد و ۱۷۶ متر بالاتر از سطح دریا واقع شده‌است.